# Chapter V (Staind)
Chapter V è il quinto album della band statunitense Staind uscito il 9 agosto del 2005, pubblicato dalla Flip/Atlantic. L'album continua il percorso di maturazione artistica della band miscelando potenza e melodia. Singolo di punta è Right Here al vertice della classifiche rock americane. "Chapter V" è il terzo consecutivo degli Staind ad esordire al n. 1 della "Billboard Hot200" ed è rimasto in classifica per 48 settimane.

## Tracce
1. Run Away – 3:39
2. Right Here – 4:13
3. Paper Jesus – 4:14
4. Schizophrenic Conversations – 4:32
5. Falling – 4:20
6. Cross to Bear – 3:40
7. Devil – 5:00
8. Please – 4:24
9. Everything Changes – 3:58
10. Take This – 4:42
11. King of All Excuses – 3:39
12. Reply – 4:14

Edizione Giapponese
1. Open Wide – 4:03

### Edizione Limitata + DVD
CD 1 - Album
1. Run Away – 3:39
2. Right Here – 4:13
3. Paper Jesus – 4:14
4. Schizophrenic Conversations – 4:32
5. Falling – 4:20
6. Cross to Bear – 3:40
7. Devil – 5:00
8. Please – 4:24
9. Everything Changes – 3:58
10. Take This – 4:42
11. King of All Excuses – 3:39
12. Reply – 4:14
13. Let It Out – 4:55
14. Novocaine – 3:15
15. Reply (Original Version) – 5:02
16. It's Been Awhile (Live Acustic) – 4:30
17. This Is Beetle a.k.a. The Beetlejuice Song – 3:15

CD 2 - DVD
1. 30 Minuti di Documentario
2. Right Here
3. It's Been Awhile (Live)
4. Falling (Live)
5. Outtakes
6. Bonus Interviste

## Singoli
- Right Here
- Falling
- Everything Changes
- King of All Excuses

## Classifiche
Gli Staind con questo disco confermano la loro grande popolarità negli Stati Uniti infatti è il loro terzo album di seguito che raggiunge la numero 1 nella Billboard 200. Nel Regno Unito invece guadagnano una posizione realmente discreta se si tiene conto che nello stesso stato sono arrivati alla numero uno con l'album Break the Cycle.
| Paese         | Posizione |
| ------------- | --------- |
| Australia     | 79        |
| Austria       | 43        |
| Germania      | 37        |
| Italia        | 59        |
| Nuova Zelanda | 14        |
| Regno Unito   | 112       |
| Stati Uniti   | 1         |
| Svezia        | 51        |
| Svizzera      | 24        |

## Formazione
- Aaron Lewis - voce
- Johnny April - basso
- Jon Wysocki - batteria
- Mike Mushok - chitarra